# Ian D. Hamilton
Ian David Hamilton, född 6 februari 1915 i Björkviks församling, Södermanlands län, död 4 juni 1997 i Barsebäcks församling, Skåne län, var en svensk greve och godsägare.
Hamilton var son till ryttmästare greve Wathier Hamilton och Gertrud Bergsten. Han avlade lantmästarexamen vid Alnarp 1939 och var innehavare och förvaltare av Barsebäcks fideikommiss. Han var styrelseledamot i Kockums Mekaniska Verkstads AB, AB Landsverk och Helsingborgs Kvarn AB och suppleant i fideikommissnämnden. Han var ledamot av Skogs- och lantbruksakademien och tilldelades Justus von Liebig-priset 1962. 
Hamilton var 1948–1972 gift med grevinnan Marianne Piper, född 1925, dotter till direktör Jonte Hultkrantz och Ingeborg Schmitz, i hennes andra gifte, och andra gången från 1973 med Ingrid Lind, född 1919, i hennes tredje gifte. I sitt första äktenskap var han styvfar till Carl Piper.